# Утиашвили, Арчил Виссарионович
Арчил Виссарионович Утиашвили (1913, Баку, Российская империя — неизвестно, Грузинская ССР) — председатель исполнительного комитета Телавского районного Совета депутатов трудящихся, Грузинская ССР. Герой Социалистического Труда (1951).

## Биография
После получения высшего образования трудился в народном хозяйстве Закавказских республик. В послевоенное время — председатель райисполкома Телавского района.
В 1949 году обеспечил перевыполнение плана по урожаю винограда в целом по Телавскому району на 46,6 %. Указом Президиума Верховного Совета СССР от 19 апреля 1951 года удостоен звания Героя Социалистического Труда за «перевыполнение плана сбора урожая сортового зелёного чайного листа, цитрусовых плодов и винограда в 1949 году» с вручением ордена Ленина и золотой медали «Серп и Молот» (№ 5835).
Этим же указом званием Героя Социалистического Труда были награждены первый секретарь Телавского райкома партии Георгий Сабаевич Сехниашвили, управляющий сельхозотделом Варден Порфирович Челидзе, главный агроном отдела сельского хозяйства Соломон Захарович Пааташвили.
За выдающиеся трудовые достижения по итогам работы в 1950 году награждён Орденом Трудового Красного Знамени.
Дальнейшая судьба не известна.
Награды
- Герой Социалистического Труда
- Орден Ленина
- Орден Трудового Красного Знамени (24.10.1951)